# Beşiktaş
Beşiktaş (deutsch früher auch Beschiktasch) ist eine Stadtgemeinde (Belediye) im gleichnamigen İlçe (Landkreis) der Provinz Istanbul in der türkischen Marmararegion und gleichzeitig ein Stadtbezirk der 1984 gebildeten Büyükşehir Belediyesi İstanbul (Großstadtgemeinde/Metropolprovinz). Beşiktaş liegt auf der europäischen (thrakischen) Seite der Großstadt und ist seit der Gebietsreform 2013/2014 flächen- und einwohnermäßig identisch mit dem Landkreis.

## Geografie
Der Kreis/Stadtbezirk liegt am südlichen Ende des Bosporus gegenüber dem Stadtbezirk Üsküdar. Des Weiteren hat er Şişli im Westen und Nordwesten, Kağıthane ebenfalls im Westen und Sarıyer im Norden als Nachbarn. Der kleine Kreis belegt Platz 36 in der Rangliste der bevölkerungsreichsten Kreise/Stadtbezirke.

## Verwaltung
Der Landkreis/Stadtbezirk Beşiktaş wurde im September 1930 durch Abtrennung aus dem Landkreis Beyoğlu gebildet (Gesetz Nr. 1612). Er bestand anfänglich aus der Kreisstadt und dem Dorf Arnavutköy, das nach 1946 eingemeindet wurde.

### Stadtgliederung

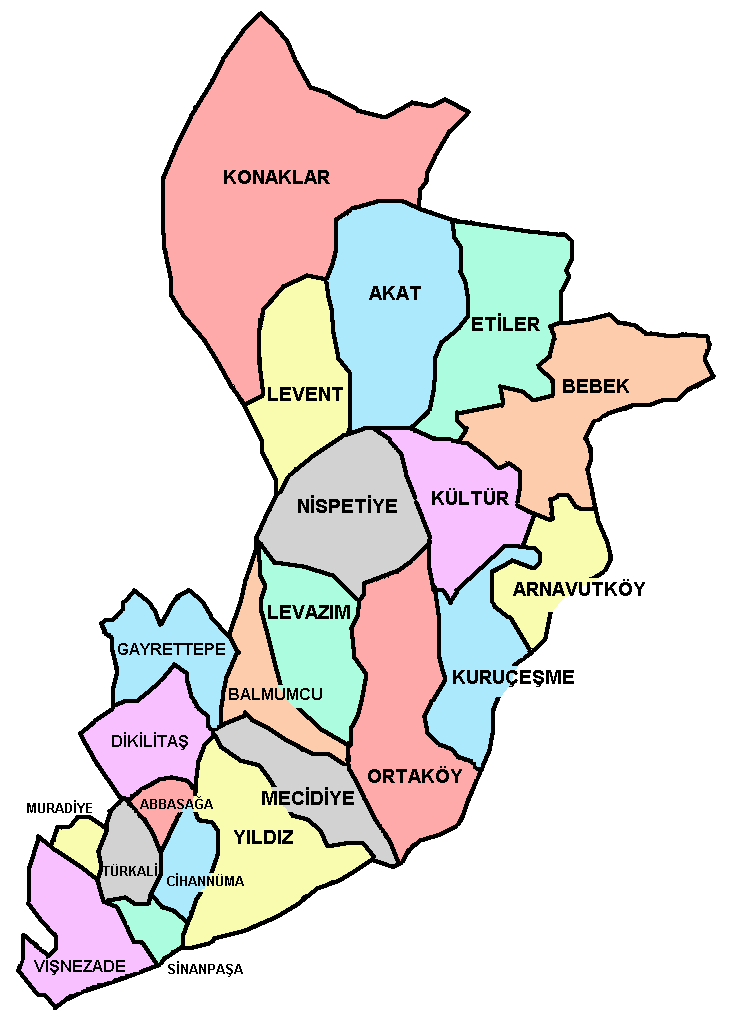
Die 23 Mahalle von Beşiktaş

Beşiktaş gliedert sich in 23 Stadtviertel (türkisch Mahalle), darunter die bedeutenderen Viertel Arnavutköy, Bebek, Etiler, Levent und Ortaköy.
Etiler gehört zu den teuersten Wohn- und Bürovierteln der Stadt. Hier befindet sich Akmerkez, eine der größten Shopping-Malls İstanbuls. Das benachbarte Levent im Nordwesten von Beşiktaş hat sich seit den 1990er Jahren zu einem Zentrum für Konzern- und Bankzentralen entwickelt. Das Stadtbild wird von Hochhäusern bestimmt. Ortaköy („mittleres Dorf“), nördlich des Yıldız-Parks direkt an der Brücke der Märtyrer des 15. Juli, gehört zu den Kneipen- und Restaurantvierteln İstanbuls. Ortaköy war während des Osmanischen Reichs und den ersten Jahrzehnten der Türkischen Republik mit Gemeinden von Türken, Griechen, Juden und Armeniern besiedelt und somit ein sehr kosmopolitischer Ort. Der Pogrom von Istanbul im September 1955 verursachte die Auswanderung vor allem der Griechen und auch der Armenier und Juden von Ortaköy.
Ende 2020 lebten durchschnittlich 7.674 Menschen in jedem Mahalle, 16.556 Einw. im bevölkerungsreichsten (Dikilitaş Mah.).

## Bevölkerung

### Volkszählungsergebnisse
Ergebnisse der Volkszählungen (immer im Oktober des Jahres) aus E-Books der Originaldokumente.

| Jahr      | 1935   | 1940   | 1945   | 1950   | 1955   | 1960   | 1965    | 1970    | 1975    | 1980    | 1985    | 1990    | 2000    |
| --------- | ------ | ------ | ------ | ------ | ------ | ------ | ------- | ------- | ------- | ------- | ------- | ------- | ------- |
| Einwohner | 55.007 | 49.589 | 53.779 | 73.432 | 84.698 | 93.647 | 107.442 | 136.105 | 174.931 | 188.117 | 204.911 | 192.210 | 190.813 |

### Fortschreibungsergebnisse
Nachfolgende Tabelle zeigt die Bevölkerungsfortschreibung der Kreisstadt Beşiktaş. Die Daten wurden durch Datenabfrage über das MEDAS-System des Türkischen Statistikinstituts TÜIK nach Auswahl des Jahres und der Region ermittelt.
| Jahr      | 2007    | 2008    | 2009    | 2010    | 2011    | 2012    | 2013    | 2014    | 2015    | 2016    | 2017    | 2018    | 2019    | 2020    |
| --------- | ------- | ------- | ------- | ------- | ------- | ------- | ------- | ------- | ------- | ------- | ------- | ------- | ------- | ------- |
| Einwohner | 191.513 | 185.373 | 185.054 | 184.390 | 187.053 | 186.067 | 186.570 | 188.793 | 190.033 | 189.356 | 185.447 | 181.074 | 182.649 | 176.513 |

## Geschichte
In dem späteren Quartier befanden sich der Ayios-Mamas-Palast (Hagios Mamas, der kaiserliche Sommerpalast), das Phokaskloster und die Kirche des Heiligen Michael, die wohl schon unter Konstantin I. entstanden war. Damit wurde die Gegend ein wichtiges Ziel für griechische, armenische und georgische Pilger. Das Kloster des heiligen Phokas wurde oftmals an Feiertagen aufgesucht, wie Gregorios Palamas noch für das 13. Jahrhundert berichtet.
Zu einem Stadtteil der osmanischen Hauptstadt Istanbul wurde das Gebiet erst im 17. Jahrhundert. Die Beşiktaş-Bucht war für eine Hafenanlage geeignet, eine natürliche Anlage, die schon Chair ad-Din Barbarossa im 16. Jahrhundert für seine Flotte genutzt hatte. Auch besaß er dort ein Haus, in dem er sich aufhielt, wenn er in Istanbul war. Doch bald verwandelte sich die Bucht in einen Sumpf, in dem bald Gartenanlagen entstanden, ebenso wie Paläste der Sultane. Mahmud II. (1808–39) hielt sich überwiegend in seinen Palästen in Beşiktaş auf. Dort entstand 1855 auf den Ruinen des Hagios-Mamas-Palastes durch seinen Sohn Abdülmecid I. der Dolmabahçe-Palast auf einer Fläche von 4,5 Hektar.

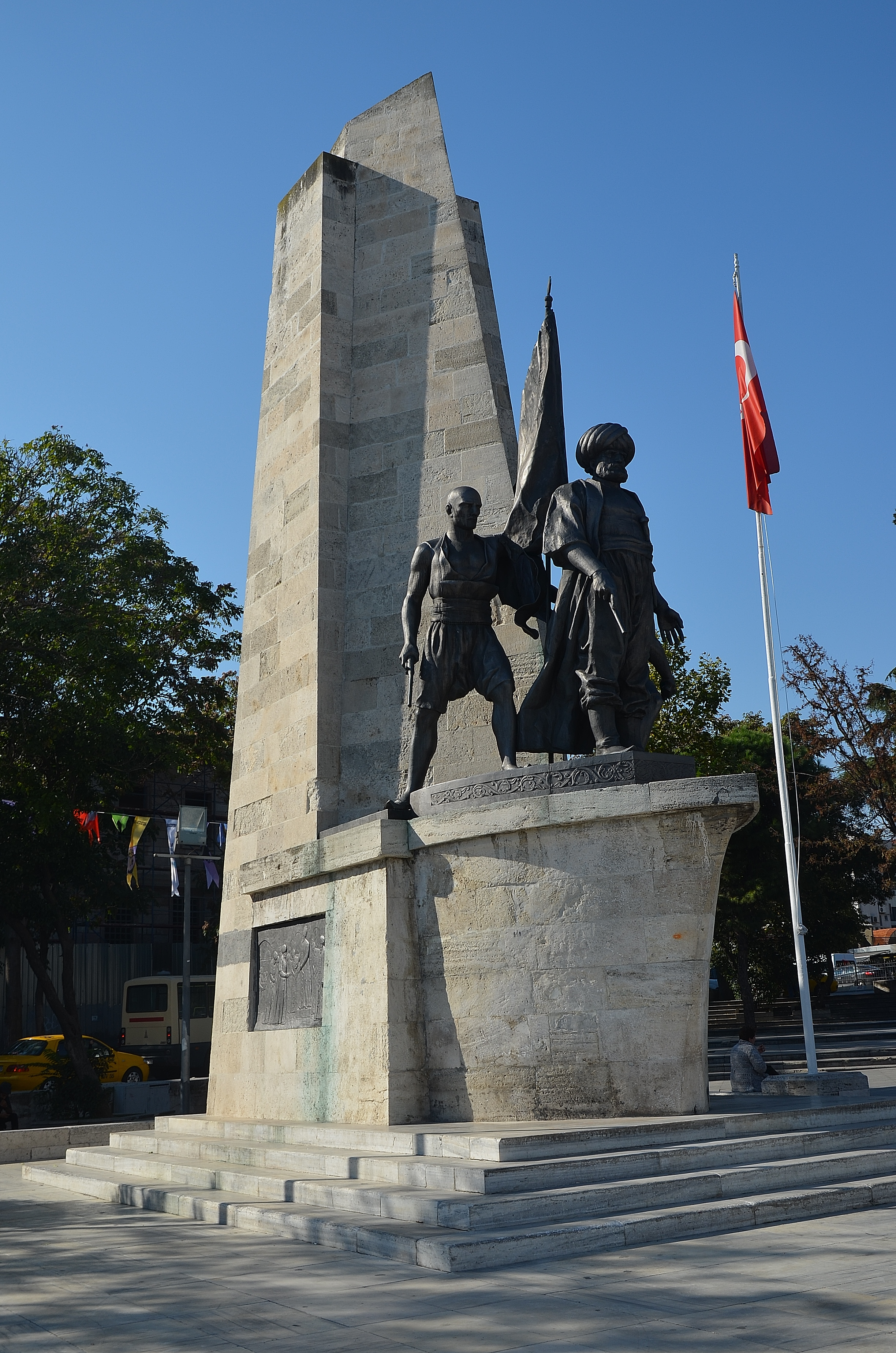
Das pathetische Denkmal für Chair ad-Din Barbarossa, einen Piraten des 16. Jahrhunderts in Diensten des Sultans

Bereits im 17. Jahrhundert entstand in Ortaköy die Etz-Ahayim-Synagoge (Baum des Lebens). Sie wurde von Opfern des Stadtbrandes von 1618 errichtet, die aus dem Gebiet des Großen Basars geflohen waren. Ab 1707, nach einem erneuten Großbrand, wurde sie restauriert, desgleichen nach einem Brand 1825. Daneben entstand die Yeni-Mahalle-Synagoge. 1936 lebten etwa 700 jüdische Familien in Ortaköy.

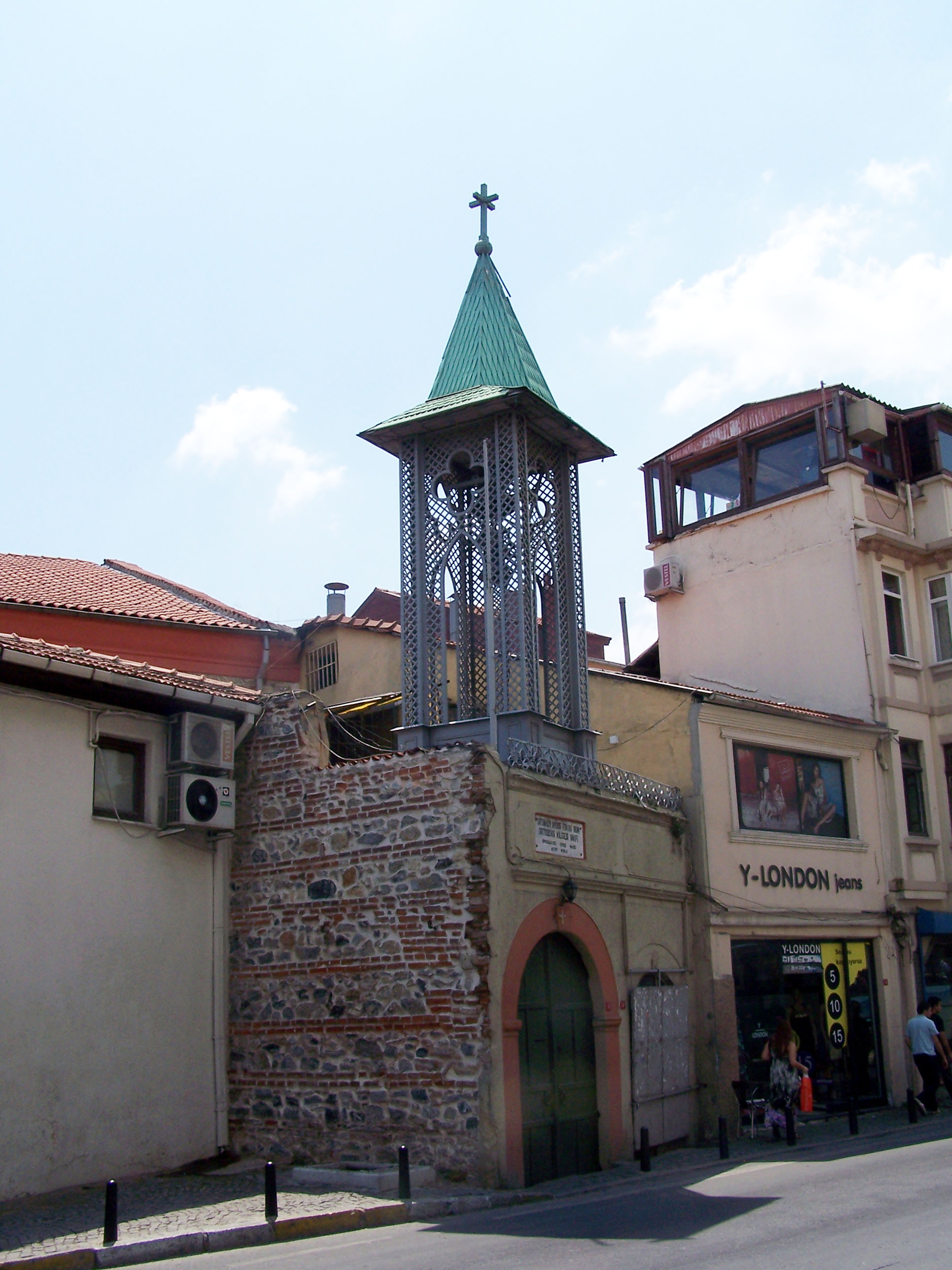
Die griechisch-orthodoxe St.-Fokas-Kirche

Die Residenz der Sultane, die damit entstanden war, sorgte für weitere Ansiedlungen, so dass die Verkehrsanbindung verbessert werden musste. Die erste Straßenbahn Istanbuls wurde 1869 eröffnet. Ihre ersten, von Pferden gezogenen Wagen verbanden Beşiktaş mit Tophane. Obwohl die Republik unter Atatürk die Hauptstadt stark vernachlässigte, war der Palast davon wenig berührt, denn der Gründer der Republik hielt sich, wenn er die einstige Hauptstadt besuchte, meist im Dolmabahçe-Palast auf, wo er auch 1938 starb; dort sind Atatürks Arbeits- und Sterbezimmer Teil des Museums. Den Koran ließ Atatürk ins Türkische übertragen und las im Dolmabahçe-Palast als Erster aus der Übersetzung vor.
Als der Premierminister Adnan Menderes 1960 vor Gericht stand, warf man ihm vor, er habe die Gebäude der Zirai Donatım Kurumu, der landwirtschaftlichen Ausrüstungsagentur, illegal abreißen lassen. Im führenden Architekturblatt Arhitekt wurde ihm vorgeworfen, planlos vorgegangen und durch seine brachialen Abrissmaßnahmen zugunsten von breiten Straßen konturlose Bereiche, insbesondere in Beşiktaş hinterlassen zu haben.

## Kultur und Sehenswürdigkeiten
Im 19. Jahrhundert wurde auf dem Gelände der verlandeten Dolmabahçe-Bucht der Dolmabahçe-Palast erbaut, er war bis 1923 der Palast des Sultans. Weitere Sehenswürdigkeiten sind die Dolmabahçe-Moschee, die St.-Fokas-Kirche, die Etz-Ahayim-Synagoge und die Ortaköy-Moschee.
In Beşiktaş befinden sich der Fisch- und Gemüsemarkt (Balık Çarşısı), die Technische Universität İstanbul, internationale Hotels und die Landungsbrücken Beşiktaş und Ortaköy für den Fährverkehr.

### Sport

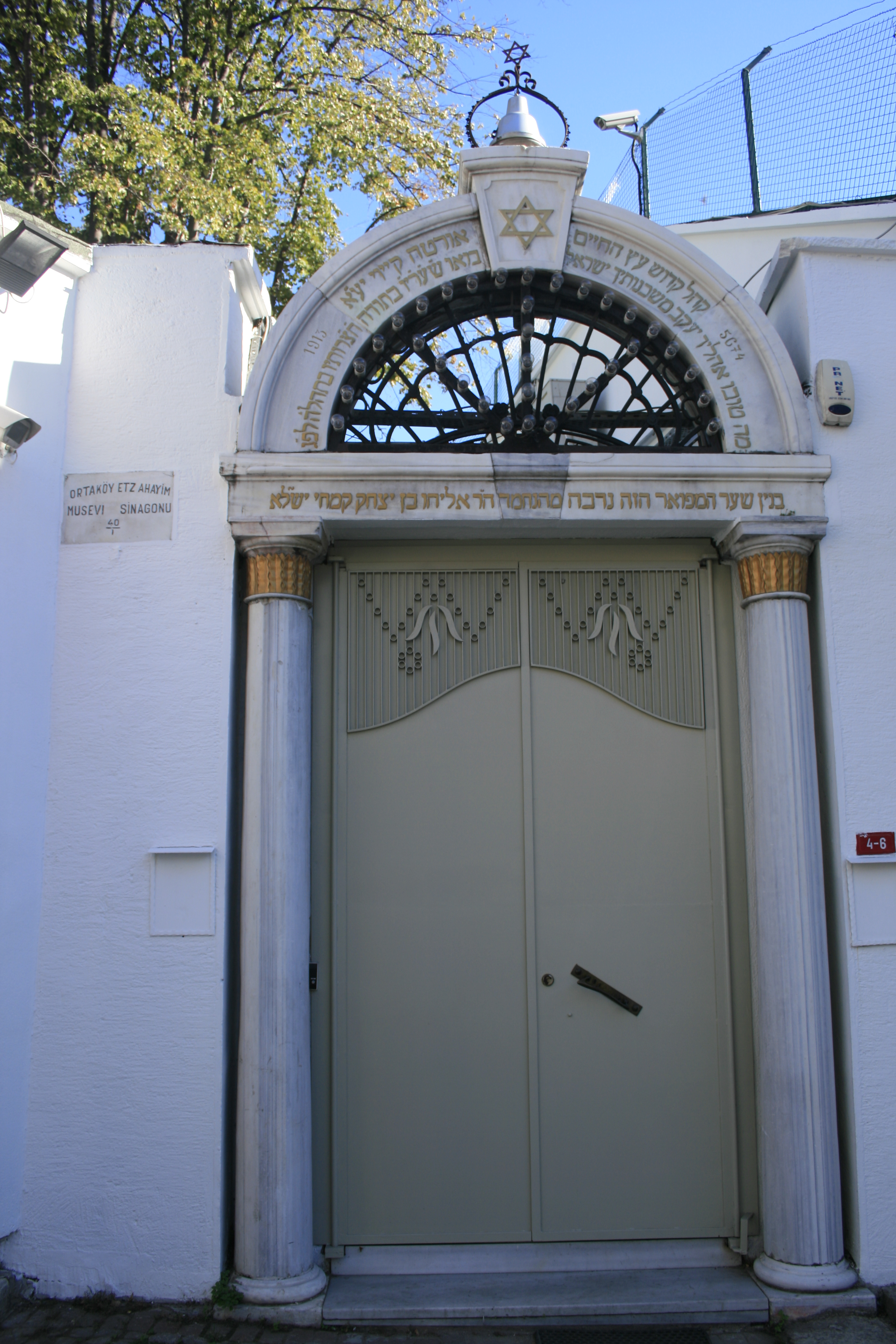
Eingang der Etz-Ahayim-Synagoge

Der Fußballklub Beşiktaş Istanbul entstand in diesem Stadtteil und trägt seinen Namen. Der offizielle Name des Klubs ist Gymnastikklub Beşiktaş (Beşiktaş Jimnastik Kulübü), abgekürzt BJK. Es handelt sich um den ersten Sportklub der Türkei und den dritten Fußballverein. Auch das Inönü-Stadion befand sich in Beşiktaş. Es wurde 2013 für die neu entstandene Vodafone-Arena abgerissen.

## Partnerstädte
- Trenčín, Slowakei
- Erlangen, Deutschland
- Brooklyn, New York City, USA
- –00 Güzelyurt, Türkische Republik Nordzypern
- Burgas, Bulgarien
- Xanthi, Griechenland
- Herne, Deutschland

## Persönlichkeiten
- Krikor Zohrab (1861–1915), Schriftsteller, Abgeordneter des osmanischen Parlaments und Opfer des Völkermords an den Armeniern
- Ahmet Refik Altınay (1881–1937), Historiker, Journalist und Lehrer
- Şavarş Krisyan (1886–1915), armenischer Athlet, Schriftsteller, Verleger, Journalist, Lehrer und Herausgeber